# Стен Кірш
Стенлі Бенджамін Кірш-молодший (15 липня 1968 — 11 січня 2020) — американський актор, сценарист, режисер і тренер акторської майстерності.

## Біографічні відомості
Кірш народився в Нью-Йорку. Він почав зніматися ще в дитинстві. Його перша акторська робота була у віці 4 років, коли він з'явився в телевізійній рекламі супу Campbell's . Потім Кірш знімався в недовгому суботньому ранковому телесеріалі «Небесні вершники» і в мильній опері «Головний госпіталь» у 1992 році. Також він був мав епізодичні ролі у деяких телевізійних серіалах, включаючи JAG, «Сімейне право» і «Друзі» .
Його найпомітніша роль, що почалася в 1992 році, — Річі Райан у серіалі «Горець». Він покинув знімальний майданчик як постійний актор у фіналі п'ятого сезону в 1997 році, але востаннє з'явився у фінальному епізоді серіалу «Не бути», який вийшов в ефір 17 травня 1998 року.
Кірш дебютував як режисер і продюсер у фільмі Straight Eye: The Movie у 2004 році. У 2008 році він заснував власну акторську студію під назвою Stan Kirsch Studios.
11 січня 2020 року 51-річного Кірша знайшли мертвим у власному будинку в Лос-Анджелесі. Смерть Кірша визнано самогубством через повішення.

## Вибрана фільмографія

### Фільми
- 1998: «Причина тринадцята» (короткометражний), роль Майкла
- 1999: «Акула в пляшці», панк № 1
- 2000: «Лайк» , Семмі Бестоун
- 2004: «Дрібний ґрунт», Стюарт Демпсі
- 2004: «Straight Eye: The Movie» (короткометражний, сценарист, режисер), роль Сонні
- 2005: «Порятунок на глибині», Кевін

### Телесеріали
- 1991: «Небесні вершники», Axl (1991)
- 1992—1997: «Горець», роль Річі Райана
- 1992: «Після школи спец» , Стів
- 1992: Вулиці Беверлі-Гіллз (телефільм), Кенні Стріт
- 1995: «Друзі», роль молодого Ітана
- 1995: ABC Afterschool Special, Метт
- 1996—2001: JAG, лейтенант Феррарі / прапорщик Френк Коді
- 1996: «Домашня пісня» (телефільм), Кент Аренс
- 1998: «Небо у вогні» (телефільм), роль Чака
- 1999: «Човен кохання: Наступна хвиля», роль Вінса
- 1999: «Поза вірою, правда чи вигадка»
- 2000: «Сімейне право», Рік Квінн
- 2002: «Перший понеділок», Девід Дал, репортер Washington Post
- 2021: «Невразливий», робот і червона лихоманка